# D.D.D. feat. SOULHEAD
『D.D.D. feat. SOULHEAD』為2005年12月21日發行的日本歌手倖田來未第21st單曲。

## 解說
- 12週單曲連發的第3彈・5萬張完全限定生產作品。單曲封面主題為倫敦（英國）。

- 本作與嘻哈、R&B的姐妹團體SOULHEAD合作本曲。SOULHEAD擔任本曲的作詞、作曲、編曲、製作人。

- 本曲的"D.D.D."為"Diamond Diamond Diamond"的縮寫，歌曲的標題『D.D.D.』意思為女性擁有3個鑽石代表勝利，另外也象徵散發光輝的女性。

- 隔年的2006年3月「スペースシャワーTV」所舉辦音樂錄影帶的大獎「SPACE SHOWER Music Video Awards|SPACE SHOWER MVA 06」中獲得了「BEST COLLABORATION VIDEO」的獎項。倖田來未與SOULHEAD一同上台共同領取此獎項。

- 另外，合作的對象SOULHEAD在2006年2月1日發行的「XXX feat. KODA KUMI」，為「D.D.D.」的相對曲，本曲收錄於SOULHEAD的「Pray／XXX feat. KODA KUMI」以及專輯「Naked」中。

## 發行版本
- CD ONLY

## 曲目
1. D.D.D. feat. SOULHEAD
  - 本曲發行後為鈴木「MW」電視廣告曲為採用
2. D.D.D. feat. SOULHEAD -Instrumental-

## 資料來源
日本維基百科 D.D.D. feat. SOULHEAD（页面存档备份，存于）